# Lord-lieutenant de Westmeath
Ceci est une liste de personnes qui ont servi comme Lord Lieutenant de Westmeath. L'office a été créé le 23 août 1831. Les nominations au poste se sont terminées par la création de l'État libre d'Irlande en 1922.
- George Nugent, 1er marquis de Westmeath 7 octobre 1831 – avril 1871
- Fulke Greville-Nugent, 1er baron Greville 3 avril 1871 – 26 janvier 1883
- Sir Benjamin Chapman, 4e baronnet 28 mars 1883 – 3 novembre 1888
- Richard Handcock, 4e baron Castlemaine]14 janvier 1889 – 26 avril 1892
- Francis Travers Dames-Longworth 13 juin 1892 – 3 décembre 1898
- Albert Handcock, 5e baron Castlemaine 26 mai 1899 – 1922